# %肺活量
%肺活量（パーセントはいかつりょう、% vital capacity）はスパイロメトリーの項目の一つで、計算によって求められた予測肺活量に対する、実際の肺活量の割合である。%VCと表記される。この割合が高いと気管支が拡張して空気がスムーズに流れることができることを意味し、気管支拡張症患者、肺線維症等の拘束性肺疾患患者で低下を示す。

## 測定
年齢や身長、性別から予測肺活量を計算した上で、スパイロメトリーを行い、実際の肺の容量を測定する。計算式は以下のようになる。
%肺活量(%) = 実測肺活量 ÷ 予測肺活量 × 100

また予測肺活量は以下の式によって計算する。
男性：予測肺活量(mL)  = （27.63-0.112 × 年齢）× 身長
女性：予測肺活量(mL)  = （21.78-0.101 × 年齢）× 身長

このとき、努力して吸い込むことにも生理的な意義がある。吸入努力で胸郭内圧が狭まることで気管支が拡張されて、拘束がより明らかになるためである（努力性吸入では正常人でも安静時より呼出量が多くなる）。逆に言えば、%肺活量が減少するような疾患では浅くゆっくりとした呼吸が呼吸機能の改善に役立つことを意味する。
正常値は80%以上である。アスベスト肺患者は慢性的な肺線維症を反映して正常値を下回っていることが多い。